# ドストゥク
ドストゥク（カザフ語: Достық、ロシア語: Достык）は以前ドルージュバ（ロシア語: Дружба, 「友情」）と呼ばれ、カザフスタン・ジェティス州アラコル地区の村。ウシャラルの158 km南東に位置し、国境を挟んだ中国側は新疆ウイグル自治区ボルタラ・モンゴル自治州阿拉山口市である。地理的にはジュンガル・アラタウ山脈の切れ目の峠であるジュンガル門に位置していて、歴史的にも東西の交易にとって重要な場所であった。
交通は道路と鉄道がある。鉄道の建設は1954年にソビエト連邦と中華人民共和国によって合意され、ソ連側は1959年にはドルージュバ（ドスティク）まで完成したが、中国側は中ソ対立により蘭新線がウルムチで停止していた。しかし、その後鉄道建設は再開されて、1990年9月12日には阿拉山口まで完成し、現在はユーラシア・ランドブリッジの重要なリンクとして機能している。 
両国の鉄道の軌間は、中国の標準軌（1,435 mm）に対してカザフスタンは広軌（1,520 mm）を採用しており、ここで鉄道車両の台車交換が行われている。2004年にはカザフスタン側に標準軌も採用する合意がなされた。また将来は、標準軌をイランのゴルガーンまで伸ばす夢も話題になっている。

## 交通
- トルキスタン・シベリア鉄道ドストゥク支線
  - ドストゥク駅 - 中国側では北疆線と接続する。